# Joe Belfiore
Pour les articles homonymes, voir Belfiore (homonymie).
Joe Belfiore est le vice-président du groupe Microsoft responsable des systèmes d'exploitation. Il est responsable de la conception des logiciels des futures générations de Windows Phone. En mai 2013 il est reconnu comme le 10 meilleur concepteur par Business Insider. 

## Carrière chez Microsoft
Il intègre Microsoft en 1990 en tant que chef de projet sur OS/2.
Avant d'intégrer l'équipe de Windows Phone, Joe Belfiore était le vice-président chargé du développement du logiciel de Microsoft Zune. Toujours chez Microsoft, Joe Belfiore était également vice-président responsable de la division Windows eHome et a passé dix ans en tant que chef de l'équipe responsable de l'expérience utilisateur. Durant ces dix années il s'est notamment occupé de l'interface de Windows 95, d'Internet Explorer lors des versions 3 et 4 et de Windows XP.
Il étudie l'informatique à l'université Stanford.